# Kanton Sarlat-la-Canéda
Sarlat-la-Canéda is een kanton van het Franse departement Dordogne. Het kanton maakt deel uit van het arrondissement Sarlat-la-Canéda. Het telt 16.023 inwoners in 2018.

## Gemeenten
Het kanton Sarlat-la-Canéda omvatte tot 2014 de volgende gemeenten:
- Beynac-et-Cazenac
- Marcillac-Saint-Quentin
- Marquay
- Proissans
- La Roque-Gageac
- Saint-André-d'Allas
- Sainte-Nathalène
- Saint-Vincent-le-Paluel
- Sarlat-la-Canéda (hoofdplaats)
- Tamniès
- Vézac
- Vitrac

Bij de herindeling van de kantons door het decreet van 21 februari 2014, met uitwerking op 22 maart 2015, werd het kanton uitgebreid met de gemeente Saint-Vincent-de-Cosse uit het kanton Saint-Cyprien.